# Skład Kancelarii Prezydenta Lecha Wałęsy
Kancelaria Prezydenta Lecha Wałęsy (od 22 grudnia 1990 do 22 grudnia 1995) 
Szefowie Kancelarii Prezydenta
- Jarosław Kaczyński – od 22 grudnia 1990 do 31 października 1991
- Janusz Ziółkowski – od 1 listopada 1991 do 11 maja 1995 (p.o. szefa do marca 1992)
- Tomasz Kwiatkowski – od 11 maja 1995 do 12 sierpnia 1995
- Stanisław Iwanicki – od 21 sierpnia 1995 do 22 grudnia 1995

Zastępcy szefa Kancelarii Prezydenta
- Jerzy Breitkopf – od 22 grudnia 1990 do 29 października 1991
- Antoni Pietkiewicz – od 17 stycznia 1991 do 12 października 1991
- Sławomir Siwek – od 1 marca 1991 do 29 października 1991
- Lech Falandysz – od 1 maja 1992 do 8 marca 1995
- Szymon Kociszewski – od 1 maja 1995 do 22 grudnia 1995
- Andrzej Ananicz – od 12 maja 1995 do 21 sierpnia 1995
- Andrzej Marcinkowski – od 12 maja 1995 do 22 grudnia 1995
- Andrzej Zakrzewski – od 28 sierpnia 1995 do 22 grudnia 1995
- Andrzej Kozakiewicz – od 21 sierpnia 1995 do 22 grudnia 1995

Szefowie Gabinetu Prezydenta
- Krzysztof Pusz − od 22 grudnia 1990 do 29 października 1991
- Mieczysław Wachowski − od 29 października 1991 do 25 sierpnia 1995

Ministrowie stanu
- Jarosław Kaczyński − od 28 grudnia 1990 do 31 października 1991
- Jacek Merkel − od 28 grudnia 1990 do 12 marca 1991
- Lech Kaczyński − od 12 marca 1991 do 31 października 1991
- Jerzy Milewski − od 1 listopada 1991 do 13 czerwca 1994
- Sławomir Siwek − od 1 marca 1991 do 29 października 1991
- Mieczysław Wachowski − od 1 grudnia 1993 do 25 sierpnia 1995
- Janusz Ziółkowski − od 11 maja 1995 do 22 grudnia 1995
- Andrzej Zakrzewski − od 28 sierpnia 1995 do 22 grudnia 1995

Sekretarze stanu
- Jerzy Breitkopf – od 22 grudnia 1990 do 29 października 1991
- Antoni Pietkiewicz – od 17 stycznia 1991 do 12 października 1991
- Janusz Ziółkowski – od 12 stycznia 1991 do 11 maja 1995
- Sławomir Siwek – od 1 marca 1991 do 29 października 1991
- Teresa Liszcz – od 17 stycznia 1991 do 29 października 1991
- Grzegorz Grzelak – od 20 stycznia 1991 do 29 października 1991
- Maciej Zalewski – od 22 grudnia 1990 do 31 października 1991
- Jerzy Milewski – od 1 stycznia 1991 do 1 czerwca 1994
- Mieczysław Wachowski – od 29 października 1991 do 30 listopada 1993
- Andrzej Drzycimski – od 1 października 1991 do 1 grudnia 1994
- Lech Falandysz – od 1 listopada 1991 do 1 marca 1995
- Andrzej Zakrzewski – od 1 lipca 1993 do 28 sierpnia 1995
- Henryk Goryszewski – od 1 czerwca 1994 do 22 grudnia 1995
- Andrzej Kozakiewicz – od 1 lutego 1995 do 22 grudnia 1995
- Andrzej Ananicz – od 21 sierpnia 1995 do 22 grudnia 1995
- Stanisław Iwanicki – od 21 sierpnia 1995 do 22 grudnia 1995

Podsekretarze stanu
- Andrzej Drzycimski – od 1 grudnia 1990 do 30 września 1991
- Mieczysław Wachowski – od 22 grudnia 1990 do 29 października 1991
- Arkadiusz Rybicki – od 1 stycznia 1991 do 30 września 1991
- Jacek Maziarski – od 11 stycznia 1991 do 30 marca 1991
- Krzysztof Pusz – od 20 stycznia 1991 do 29 października 1991
- Wojciech Włodarczyk – od 1 stycznia 1991 do 30 września 1991
- Jerzy Grohman – od 1 stycznia 1991 do 29 października 1991
- Andrzej Zakrzewski – od 26 listopada 1991 do 30 czerwca 1993
- Andrzej Kozakiewicz – od 26 listopada 1991 do 31 stycznia 1995
- Jerzy Konieczny – od 1 kwietnia 1992 do 30 maja 1992
- Eligiusz Włodarczak – od 1 maja 1992 do 22 grudnia 1995
- Szymon Kociszewski – od 1 września 1994 do 22 grudnia 1995
- Leszek Spaliński – od 1 listopada 1994 do 28 sierpnia 1995
- Tomasz Kwiatkowski – od 12 maja 1995 do 31 sierpnia 1995
- Andrzej Ananicz – od 12 maja 1995 do 30 lipca 1995
- Andrzej Kojder – od 12 maja 1995 do 22 grudnia 1995
- Andrzej Marcinkowski – od 12 maja 1995 do 22 grudnia 1995
- Przemysław Strach – od 1 czerwca 1995 do 22 grudnia 1995
- Marek Karpiński – od 31 sierpnia 1995 do 22 grudnia 1995
- Andrzej Gliniecki – od 1 września 1995 do 22 grudnia 1995

Rzecznicy prasowi
- Andrzej Drzycimski – od 22 grudnia 1990 do 31 lipca 1994
- Leszek Spaliński – od 1 września 1994 do 25 sierpnia 1995
- Marek Karpiński – od 31 sierpnia 1995 do 22 grudnia 1995